# Acarocybe hansfordii
Acarocybe hansfordii är en svampart som beskrevs av Syd. 1937. Acarocybe hansfordii ingår i släktet Acarocybe, divisionen sporsäcksvampar och riket svampar.   Inga underarter finns listade i Catalogue of Life.